# ليستير هولتزمان
ليستير هولتزمان هو محامي وقاضي وسياسي أمريكي، ولد في 1 يونيو 1913 في نيويورك في الولايات المتحدة، وتوفي في 12 نوفمبر 2002. نشط حزبياً في الحزب الديمقراطي. وقد انتخب عضو مجلس النواب الأمريكي ‏.